# Xe thổ mộ

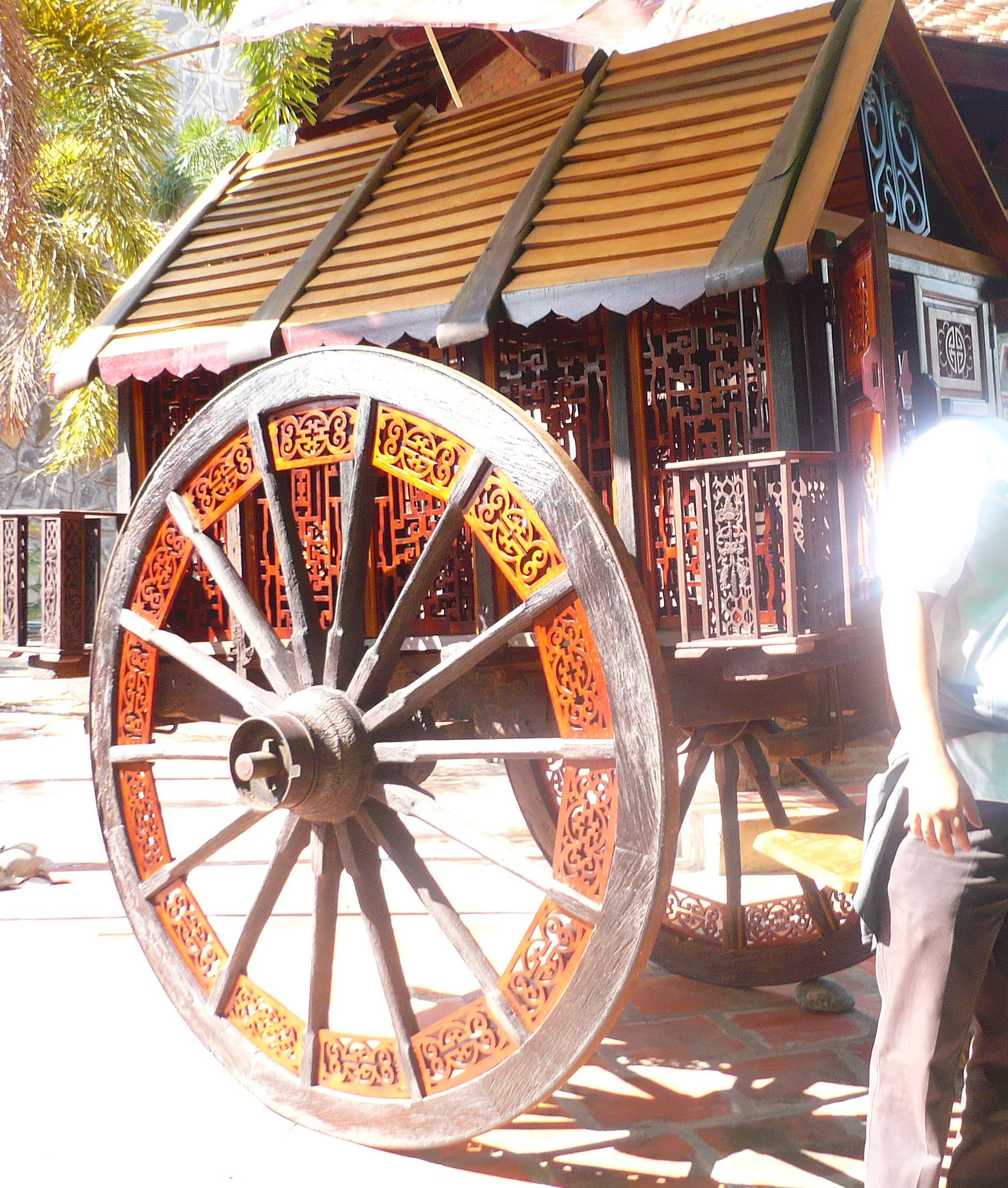
Một kiểu xe thổ mộ có trang trí nhiều hoạ tiết được trưng bày tại khu du lịch Đại Nam, Bình Dương

Xe thổ mộ là loại phương tiện đi lại phổ biến ở vùng Sài Gòn-Gia Định của Việt Nam vào những năm 50 của thế kỷ XIX. Đây là một loại xe ngựa (một ngựa kéo) và được bắt nguồn từ kiểu cỗ xe song mã sang trọng của Pháp, sau đó được người dân miền Nam Việt Nam đã chế tác, cải tiến lại cho phù hợp với điều kiện và địa hình của miền quê sông nước, đồng thời kiểu xe cũng chịu ảnh hưởng nhất định từ những chiếc xe ngựa của người Trung Quốc thời cổ. Bình Dương được xem là kinh đô khởi nguồn của dòng xe này.
Hình ảnh chiếc xe ngựa với những tiếng kêu lách cách và cặp bánh gỗ to đã trở nên thân thương, quen thuộc với bao thế hệ người miền Nam. Xe dùng để chở người đi lại trong vùng hay vận chuyển hàng rau cải từ những vùng quê lên Sài Gòn. Mỗi khi có việc đi lại trong vùng, đi mua sắm, thăm viếng, cưới xin, người ta đều chọn phương tiện xe ngựa vì tính tiện lợi của nó. Thời điểm lúc bấy giờ, xe ngựa vừa nhanh chóng, vừa tiện lợi bởi người ta có thể lên xuống bất kỳ chỗ nào. Chiếc xe thổ mộ đã để lại nhiều kỷ niệm đối với người dân Nam Bộ là cũng là một nét văn hoá-lịch sử của vùng đất này.

## Chế tác

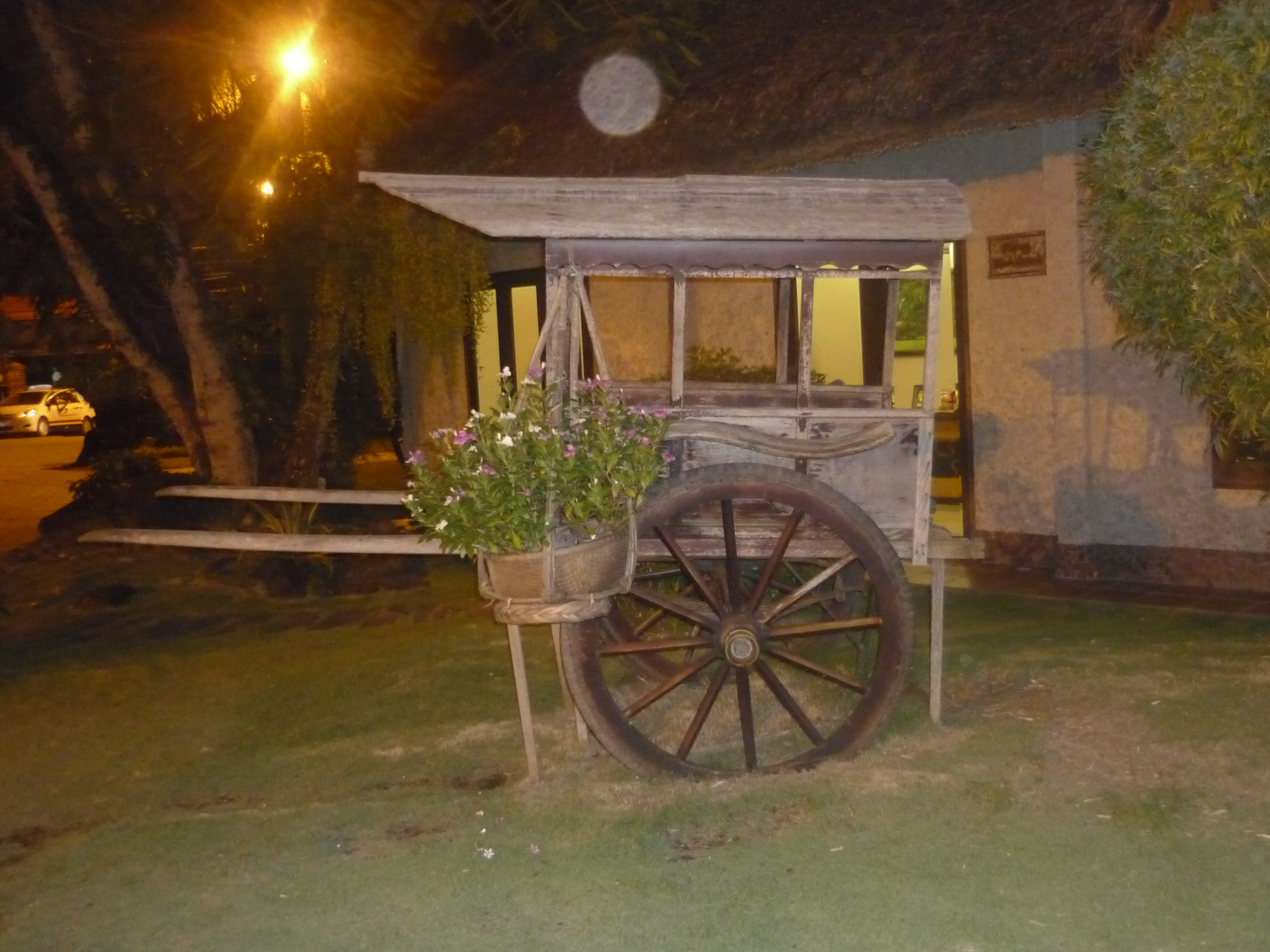
Mặt nghiêng một chiếc xe thổ mộ với đầy đủ các bộ phận

## Công dụng

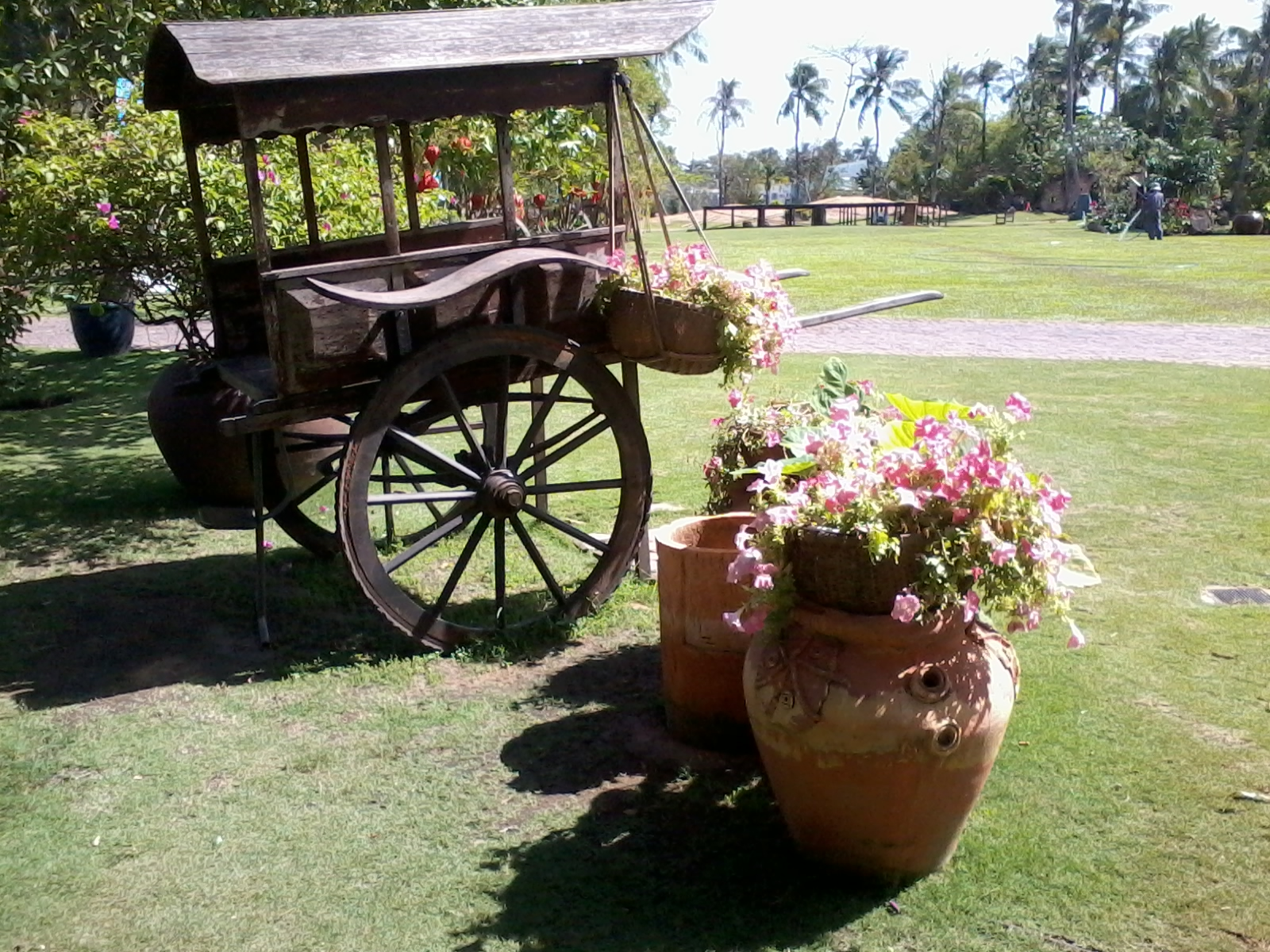
Một chiếc xe thổ mộ kiểu bình dân đặt tại khu du lịch Bình Quới, thành phố Hồ Chí Minh